# TVMonaco
TVMonaco (TVM) – monakijski telewizyjny nadawca publiczny, który rozpoczął nadawanie 1 września 2023 roku. 
Początkowo stacja miała nosić nazwę Monte-Carlo Riviera TV oraz planowano rozpoczęcie nadawania pod koniec 2022, jednak podjęto decyzję, że nadawanie zostanie rozpoczęte we wrześniu 2023.  
W marcu 2024 nadawca oficjalnie stał się członkiem Europejskiej Unii Nadawców.  